# Janowo (Łomasze)
Janowo – dawniej samodzielna miejscowość. Obecnie część agromiasteczka Łomasze na Białorusi, w obwodzie witebskim, w rejonie głębockim, w sielsowiecie Łomasze.

## Historia
W czasach zaborów w powiecie dzisieńskim, w guberni wileńskiej Imperium Rosyjskiego
W latach 1921–1945 folwark a następnie kolonia leżała w Polsce, w województwie wileńskim, w powiecie dziśnieńskim w gminie Orzechowo, od 1923 roku w gminie Prozoroki.
Według Powszechnego Spisu Ludności z 1921 roku zamieszkiwały tu 3 osoby, 2 były wyznania rzymskokatolickiego a 1 prawosławnego. Jednocześnie wszyscy mieszkańcy zadeklarowali polską przynależność narodową. Był tu 1 budynek mieszkalny. W 1931 w 3 domach zamieszkiwało 18 osób.
Wierni należeli do parafii rzymskokatolickiej i prawosławnej w Prozorokach. Miejscowość podlegała pod Sąd Grodzki w Głębokiem i Okręgowy w Wilnie; właściwy urząd pocztowy mieścił się w Prozorokach.
W wyniku napaści ZSRR na Polskę we wrześniu 1939 miejscowość znalazła się pod okupacją sowiecką. 2 listopada została włączona do Białoruskiej SRR. Od czerwca 1941 roku pod okupacją niemiecką. W 1944 miejscowość została ponownie zajęta przez wojska sowieckie i włączona do Białoruskiej SRR.
Od 1991 w składzie niepodległej Białorusi.